# 福島臨海鉄道小名浜埠頭本線
小名浜埠頭本線（おなはまふとうほんせん）は、福島県いわき市の宮下駅から同市の藤原駅までを結んでいた福島臨海鉄道の鉄道路線である。2001年に全線が廃止された。

## 路線データ
- 路線距離（営業キロ）：宮下駅 - 藤原駅間2.1km
- 軌間：1067mm
- 駅数：5駅（起終点駅を含む）
- 複線区間：なし（全線単線）
- 電化区間：なし（全線非電化）
- 閉塞方式：タブレット閉塞式

## 歴史
- 1970年（昭和45年）
  - 6月1日 宮下駅 - 小名浜埠頭駅間開業
  - 8月14日 小名浜埠頭駅 - 東渚駅間開業
- 1971年（昭和46年）7月21日 東渚駅 - 藤原駅間開業
- 1982年（昭和57年）8月1日 東渚駅廃止
- 1984年（昭和59年）4月1日 小名浜埠頭駅 - 藤原駅間廃止
- 2001年（平成13年）
  - 4月1日 宮下駅 - 小名浜埠頭駅間休止
  - 10月1日 宮下駅 - 小名浜埠頭駅間廃止。全線廃止

## 駅一覧
全線が福島県いわき市に所在。括弧内は起点からの営業キロ。
宮下駅 (0.0) - 南宮下駅 (0.6) - 小名浜埠頭駅 (1.2) - 東渚駅 (1.8) - 藤原駅 (2.1)

## 接続路線
- 宮下駅：福島臨海鉄道本線